# دنیل آرسه
دنیل آرسه (انگلیسی: Daniel Arce؛ زادهٔ ۲۲ آوریل ۱۹۹۲) دونده دو با مانع اهل اسپانیا است.